# Александър Хаджиангелов
Александър Хаджиангелов е български филмов, театрален и озвучаващ актьор. Известен е с изявите си в Младежкия театър „Николай Бинев“.

## Биография
Роден е на 17 септември 1988 г. в град Самоков, Народна република България.
През 2007 г. е приет в НАТФИЗ „Кръстю Сарафов“ в специалност актьорско майсторство за драматичен театър при проф. Атанас Атанасов, която завършва през 2011 г. Състудент е на Иво Аръков, Дария Симеонова, Владимир Зомбори, Христо Пъдев и други.
От същата година е в трупата на Младежки театър „Николай Бинев“, където играе в „Криминале 2D“, „Някои го предпочитат...“, „Пинокио“, „Пилето“, „Евкус“, „Хензел и Гретел“, „Как Инджето не стана цар“, „Лунните деца“, „Петел“, „По-полека“, „Бай Ганьо“, „Съблечи се за вечеря“, „Монетата“, „Експериментът“, „Майсторът и Маргарита“, „Дебело прасе“, „Дон Кихот“ (където изпълнява главния герой) и други.
Има участия в няколко филми и сериали, както и късометражни.
От 2016 г. Хаджиангелов се занимава с дублаж на филми и сериали. Участва в дублажите на „Александра Аудио“, „Доли Медия Студио“ и „Про Филмс“.

## Участия в театъра
Театър НАТФИЗ
- Джим в „Язът“ от Конър Макферсън – режисьор Димана Пейчева
- Доктор Лвов в „Иванов“ от Антон Чехов – режисьор Димана Пейчева
- Гастон Рийо в „Дамата с камелиите“ по Александър Дюма – постановка Атанас Атанасов[4]
- Айлерт Льовборг в „Хеда Габлер“ по Хенрик Ибсен – режисьор Пламен Марков[5]

Народен театър „Иван Вазов“
- Войник от стражата на Лир в „Крал Лир“ по Уилям Шекспир – режисьор Явор Гърдев

Театрална работилница „Сфумато“
- Съпругът в „Хоровод на любовта“ по Артур Шницлер – режисьор Антон Угринов[6]

Младежки театър „Николай Бинев“
- Черен пес в „Островът на съкровищата“ от Кен Лудвиг и Робърт Луис Стивънсън – режисьор Петър Кауков[8]
- Везир, котка и рибар в „Малкият Мук“ по Вилхелм Хауф – режисьор Венцислав Асенов[9]
- Вили Велинов в „Криминале 2D“ по Иво Сиромахов – режисьор Мартин Каров[10]
- Син на Кола Брьонон в „Кола Брьонон“ по Ромен Ролан – режисьор Владимир Люцканов[11]
- Пеле и Руле в „Карлсон, който живее на покрива“ от Астрид Линдгрен – режисьор Венцислав Асенов[12][13][14]
- Сервитьор в „Любовна песен“ от Джон Колвенбак – режисьор Андрю Волкофф[15][16][17]
- Гочоолу в „Господин Балкански“ от Георги Данаилов – режисьор Бина Харалампиева[18]
- „Център за принудително кацане“ от Горана Беланчевич – режисьор Василена Радева[19]
- Бийнсток в „Някои го предпочитат...“ – режисьор Венцислав Асенов[20][21][22]
- Татко Джепето в „Пинокио“ по Карло Колоди – режисьор Андрей Аврамов[23][24][25]
- Войник, куче и принц в „Спящата красавица“ по Шарл Перо – режисьор Венцислав Асенов[26]
- Жената на пастора, адвокат и ветеринарен лекар в „Господин Пунтила и неговият слуга Мати“ от Бертолт Брехт – режисьор Маргарита Младенова[27]
- Пилето в „Пилето“ от Наоми Уолъс – режисьор Васил Дуев[28][29][30][31]
- Димитрис в „Кухнята“ от Арнолд Уескър – режисьор Владимир Люцканов[32][33]
- „Приказка за рицаря без кон“ от Марта Гушньовска – режисьор Елжбета Ейсимонт[34][35]
- „Алиса в страната на чудесата“ от Луис Карол – режисьор Анастасия Събева[36]
- 2017 – Алън Странг в „Еквус“ на Питър Шафър – режисьор Стайко Мурджев[37][38]
- 2017 – Хензел в „Хензел и Гретел“ от Братя Грим – режисьор Александра Петрова[39][40][41]
- 2018 – „Как Инджето не стана цар“[42][43]
- 2018 – „Петел“ от Майк Бартлет – режисьор Стайко Мурджев[44][45]
- 2019 – „Лунните деца“ от Майкъл Уелър – режисьор Мартин Киселов[46][47][48]
- 2019 – Дани в „По-полека“ от Ваня Щерева – режисьор Владимир Люцканов[49][50][51]
- 2019 – Бодков в „Бай Ганьо“ от Георги Данаилов – режисьор Петър Кауков[52][53][54][55]
- 2019 – „Камъни в джобовете“ от Мари Д. Джоунс – режисьор Венцислав Асенов[56][57]
- 2020 – Робер в „Съблечи се за вечеря“ от Марк Камолети – режисьор Венцислав Асенов[58][59][60][61]
- 2021 – „Монетата“ – автор и режисьор Боян Крачолов[62][63][64]
- 2021 – „Експериментът“ – режисьор Максима Боева[65][66]
- 2021 – Майсторът и Каяфа в „Майстора и Маргарита“ от Михаил Булгаков – режисьор Николай Поляков[67][68][69]
- 2022 – Дон Кихот в „Дон Кихот“ от Мигел де Сервантес – режисьор Веселка Кунчева[70]

Драматичен театър „Н. Й. Вапцаров“ – Пазарджик
- Базил Холуърд в „Портретът на Дориан Грей“ от Оскар Уайлд – режисьор Стайко Мурджев[71]

Драматичен театър – Пловдив
- 2019 – Дани в „По-полека“ от Ваня Щерева – режисьор Владимир Люцканов[72]

Сдружение „Арт перспектива“
- „Камъни в джобовете“ от Мари Д. Джоунс – режисьор Венцислав Асенов[73][74]

## Филмография
- 2013 – „Шшш... Попей ми!“ – Кръстю[75]
- 2013 – „Дървото на живота“
- 2013 – „Недадените“ – Христо Бакърджиев
- 2016 – „Тя, която маха от влака“
- 2017 – „Радиограмофон“ – Али[76]
- 2020 – „Откраднат живот“
- 2020 – „Живот“ (късометражен филм) – Петър
- 2023 – „Игра на доверие“ – Георги

## Роли в озвучаването
Сериали
- „Батуийлс“ – Краш, 2023
- „Бейблейд: Метъл Мастърс“, 2022
- „Господин Магу“ – г-н Магу, 2021
- „Елена от Авалор“ – Скайлър, 2016
- „Мъници в Шантаверситета“ – Хамтън Пиг, 2024
- „Смърфовете“ – Смърфът Мърморко, 2021
- „Хлебопатета“ – Суей Суей, 2019
- „Ябълко и Луки“ – Луки

Филми
- „Елфи в кухнята: Печено-сторено“ – Кит, 2022
- „Колите 3“ – Джаксъм Сторм, 2017
- „Лео да Винчи: Мисия Мона Лиза“ – Лоренцо, 2020
- „Лешникотрошачката и четирите кралства“ – Филип, 2018
- „Мулан“ – Хунхуей, 2020
- „Плоуи: Сам не ще летиш!“ – Водач, 2018[77]

## Гостувания в телевизионни предавания
- 1 юни 2016 г. – „Часът на Милен Цветков“, NOVA[78]
- 17 април 2018 г. – „Преди обед“, bTV[79]

## Награди и номинации
Награди
- 2016 – Награда „Аскеер“ в категорията „Изгряваща звезда“ за ролята на Пилето в постановката „Пилето“[80][81]
- 2016 – Награда „Икар“ в категорията „Главна мъжка роля“ за ролята на Пилето в постановката „Пилето“[82][83]

Номинации
- 2018 – Номинация „Аскеер“ в категорията „Поддържаща мъжка роля“ за спектакъла „Петел“[84]
- 2020 – Номинация „Икар“ в категорията „Поддържаща мъжка роля“ за Базил Хоулърд в „Портретът на Дориан Грей“[85][86][87][88][89]

## Други дейности
През 2018 г. е водещ на предаването „Като на кино“ по bTV Cinema.
Хаджиангелов е преподавател по „Сценична реч“ в НАТФИЗ „Кръстю Сарафов“ в екипа на проф. Иванка Бенчева и в актьорски школи „МОНТФИЗ“ в екипа на Антон Угринов.